# Béla Vörös
Béla Vörös est un sculpteur hongrois de naissance et français d’adoption, né en 1899 à Esztergom et mort à Sèvres en 1983. Influencé par le cubisme, l'art déco et l'art primitif africain, Béla Vörös, tout en créant un langage nouveau, est resté fidèle aux formes figuratives.

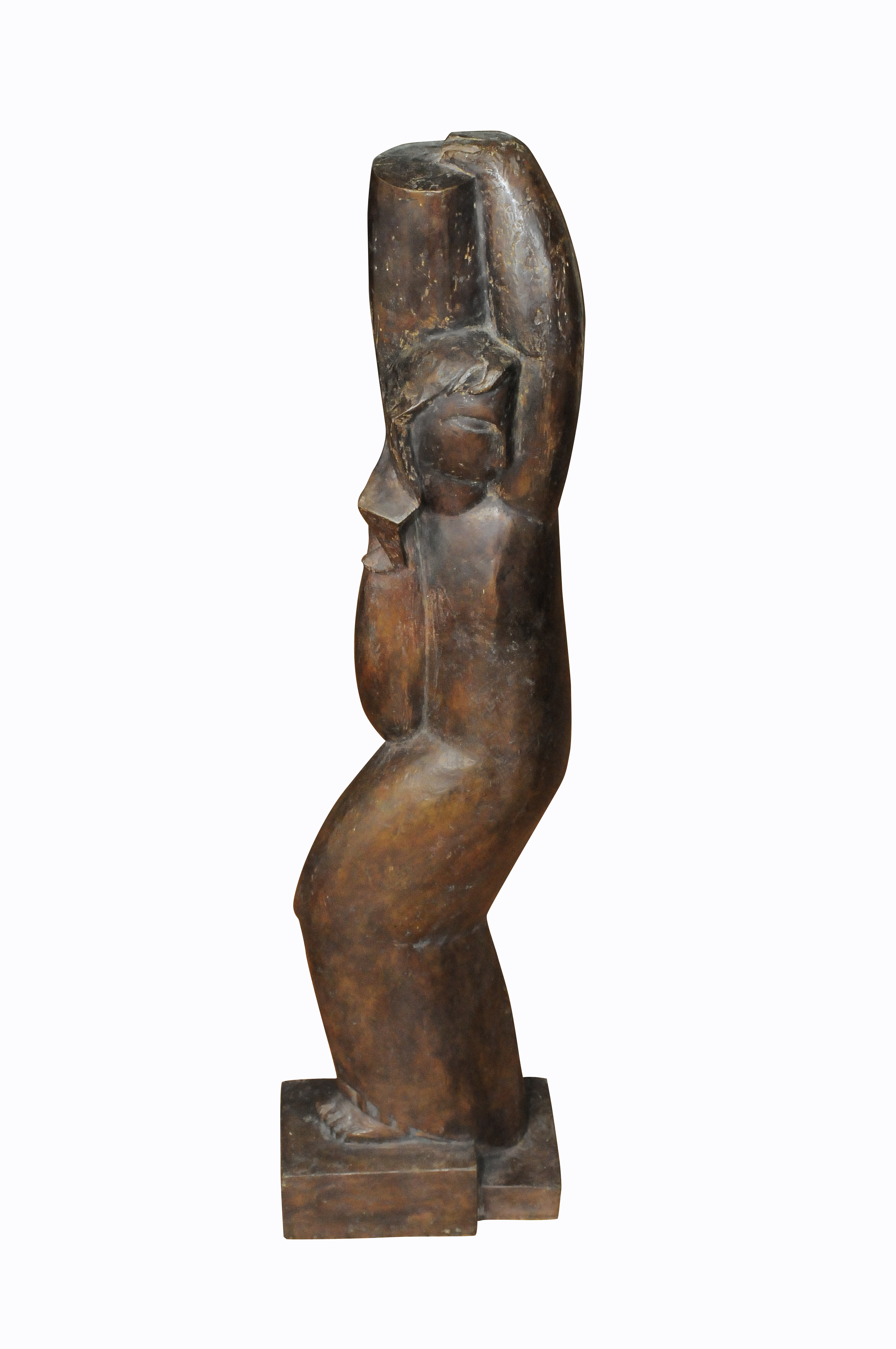
Béla Vörös, Femme à la cruche, bronze, 1930.

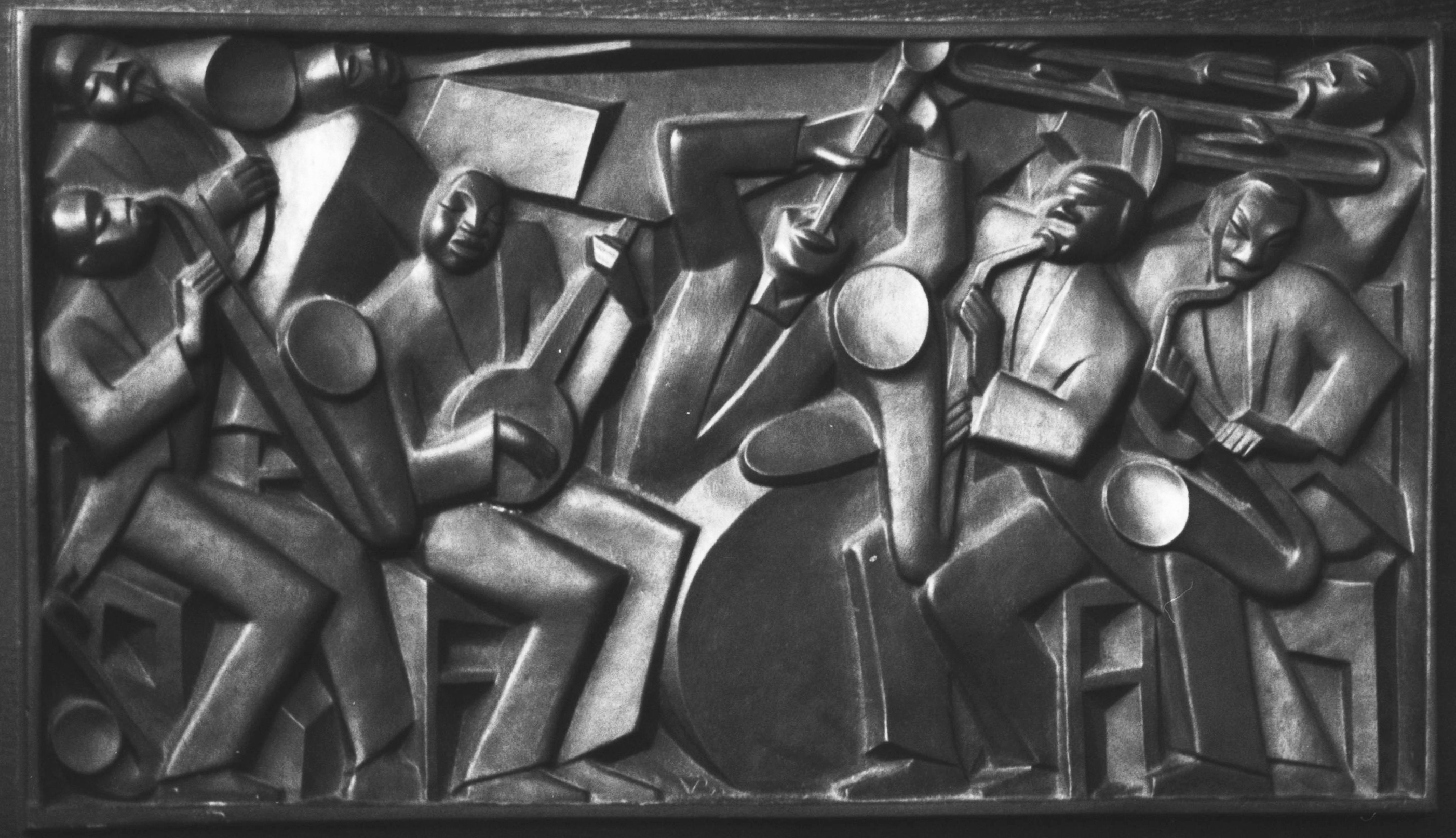
Béla Vörös, Jazzband, bronze, 1927.

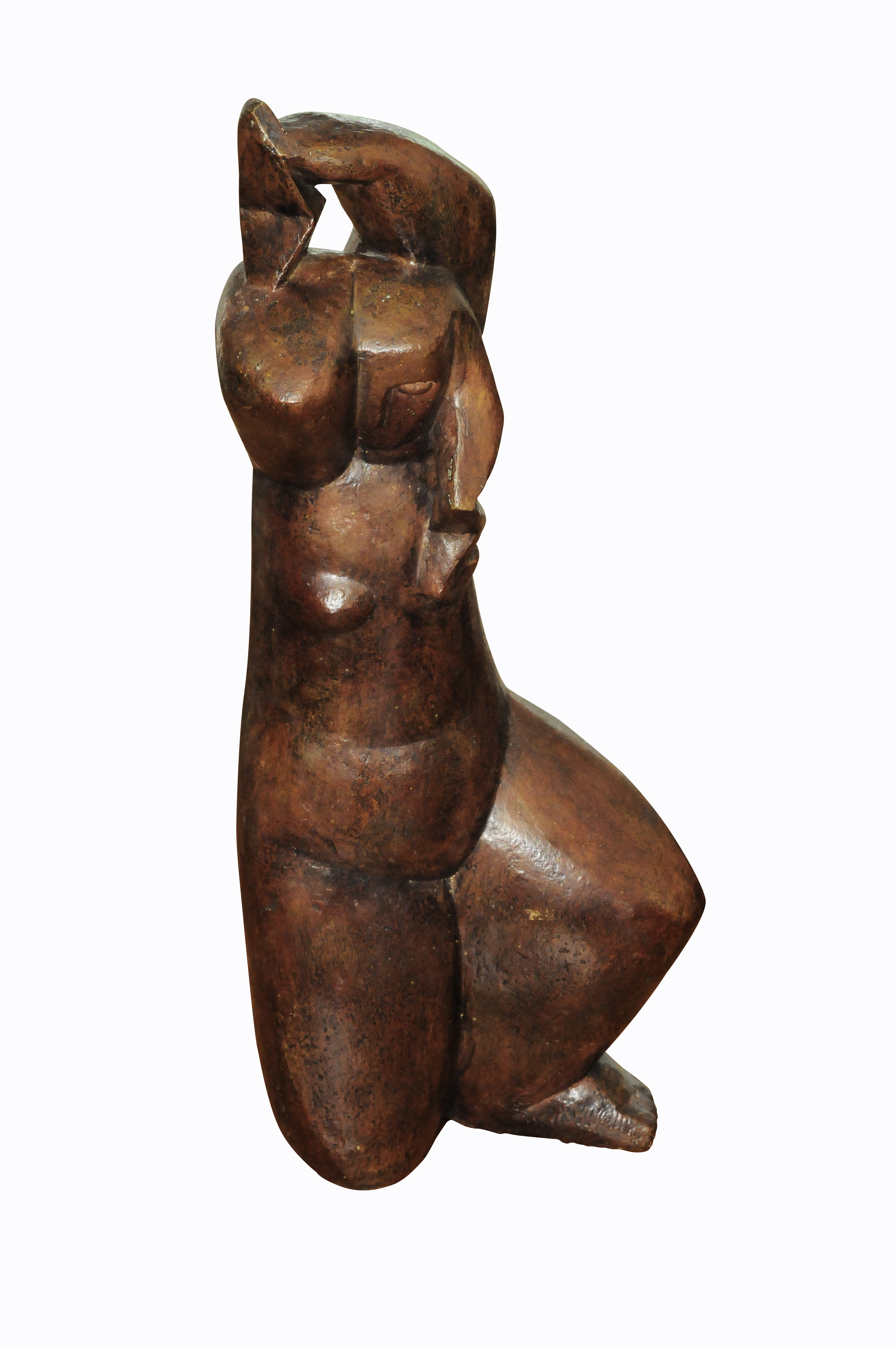
Béla Vörös, femme à la natte, bronze, 1927.

## Biographie
Béla Vörös est né en 1899 à Esztergom, en Hongrie. Sur les conseils du sculpteur László Hűvös, disciple de Rodin, il s’inscrit en 1916  à l’École des arts décoratifs de Budapest.
En 1917, il entre à l’école d'Alajos Stróblu, célèbre sculpteur hongrois de l'époque, et devient le disciple de Márk Vedres, précurseur hongrois de la sculpture moderne. Deux ans plus tard, après la chute de la République des conseils, il est exclu pour raisons politiques, mais il poursuit ses études à la faculté de peinture de l’Académie des beaux-Arts de Budapest, d'abord chez István Csók, puis chez János Vaszary.
Le jeune artiste remporte en 1923 le prix József Fränkel, en 1924 le prix de sculpture du musée Ernst, et en 1925 la bourse de voyage de la Société Pál Szinyei Merse, qui lui permet alors de se rendre à Paris. À Montparnasse, dans l’effervescence artistique de l’entre-deux-guerres, il retrouve le groupe des émigrés hongrois au  café du Dôme : Csáky, Czóbel, Tihanyi, Marcell Vértes et Rudolf Diener-Dénes. Il est d’abord recommandé auprès d'Aristide Maillol qui lui réserve un accueil chaleureux. Avec l’aide de Jacques Lipchitz, de Jules Pascin et du critique d'art Waldemar-George, il prend une part active à la vie artistique de Paris.
En 1928, il expose au Salon d'automne ainsi qu’au Salon des Tuileries et à celui des artistes décorateurs. Il travaille avec le céramiste Édouard Cazaux, fournissant des modèles de formes et décors. Durant cette période il continue à participer aux expositions du groupe hongrois UME (Nouvelle Union des Artistes). En 1931, il figure à l'exposition des artistes hongrois de Paris aux éditions Bonaparte, et présente des bracelets et anneaux en bronze d'inspiration africaine à l'exposition coloniale.
L'année suivante, il s'installe à Nice, où il vit de la production d'objets d'art et de décoration sculptés en ivoire. Ils sont remarqués par le grand couturier Paul Poiret qui lui commande des boutons, des poignées de parapluie et des bijoux. Il expose au Salon des beaux-arts de Nice entre 1932 et 1936.
En 1938, il retourne à Paris, où il surmonte des années difficiles, perdant notamment sa femme, la peintre Ilona Karikás, déportée de Hongrie en 1944. En 1945, Vörös s’installe à Boulogne-Billancourt et travaille dans son atelier de Sèvres.
Des œuvres de Béla Vörös sont présentées à l'exposition franco-hongroise de l'École d’Europe à Budapest de 1947 à côté d’œuvres de Bonnard, Braque, Csaky, Villon, etc. et à l'exposition de l’association France-Hongrie à la galerie de Bussy à Paris, dont le comité d’honneur regroupe de grands noms tels que Braque, Matisse ou Villon. En 1947 et 1948, il participe à l’exposition d’art contemporain de Boulogne-Billancourt aux côtés de ses plus illustres représentants, Léger, Matisse, Picasso…
En 1948, il participe à l’exposition des artistes français, espagnols et hongrois au Salon National à Budapest, ainsi qu’à la Maison de la Hongrie à Paris. Il réalise une exposition à la Galerie de Berri à Paris, visitée par l'Ambassadeur de Hongrie de l'époque, Mihály Károlyi, ancien président de la République hongroise de 1918.

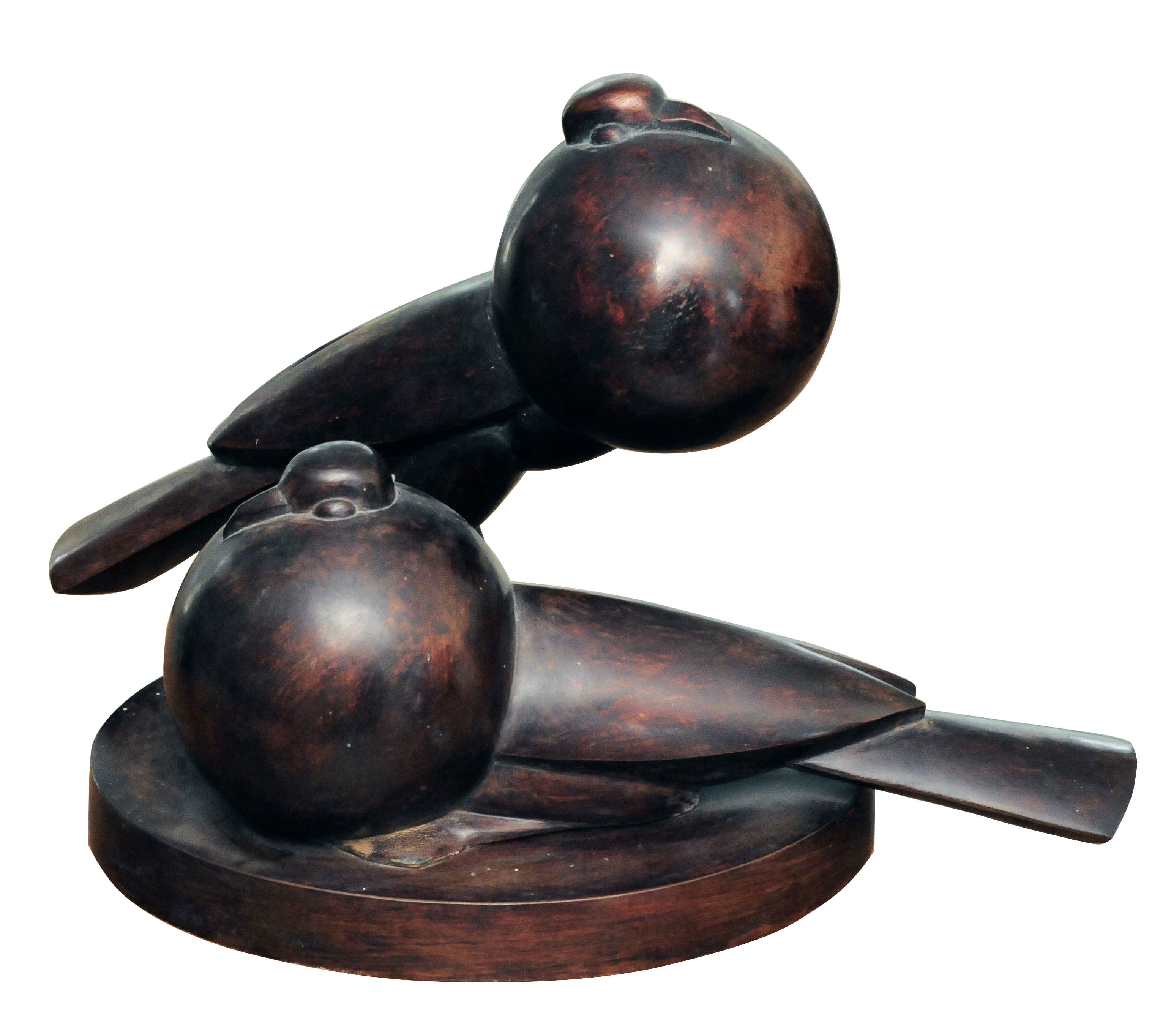
Béla Vörös, Couple de pigeons, 1927.

Ayant fait bâtir une maison sur ses propres plans, il s'installe en 1958 de façon permanente à Sèvres, où il vit retiré. Il continue cependant à participer à des salons et des expositions collectives et reste en contact avec le galeriste Félix Marcilhac.
En 1961, 1962 et 1967, il participe au Salon d’automne, et en 1965, à l'exposition du musée Rodin. En 1970, il est présenté parmi les Hongrois de Paris dans l’exposition « Artistes du XXe siècle émigrés d'origine hongroise » à Budapest, ainsi qu'à la galerie Isis à Paris en 1975.
Il fait don de plus de trois cents œuvres à sa ville natale d'Esztergom en 1974. Cette collection, échue au musée Balassa Bálint, a été présentée au public pour la première fois en 1975.
En 1983, Béla Vörös termine sa vie au milieu de ses œuvres, à l’écart du monde artistique.
En 1999, le musée Vasarely à Budapest et le musée Bálint-Balassi à Esztergom lui consacrent une exposition pour son centenaire.

## Collections

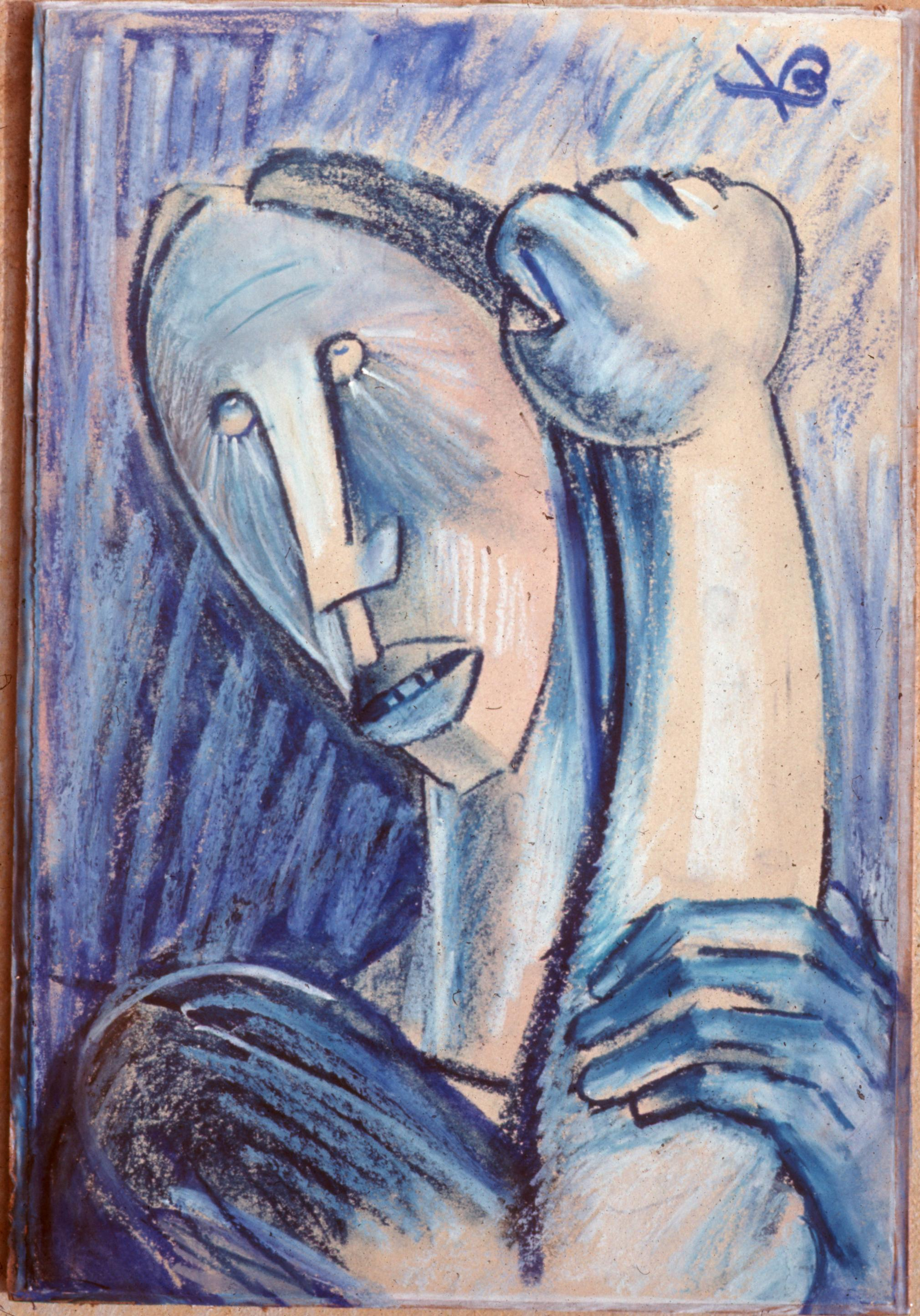
Béla Vörös, Tête de femme.

Ses œuvres sont notamment présentes dans les collections suivantes :
- Musée Bálint-Balassi, à Esztergom ;
- Musée des beaux-arts de Budapest ;
- Musée Janus-Pannonius de Pécs ;
- Musée Alphonse-Georges-Poulain, à Vernon ;
- Musée national hongrois, à Budapest.